# Mae Klong
Le Mae Klong (thaï : แม่กลอง) est un fleuve de l'Ouest de la   Thaïlande.

## Géographie
Long de 132 km, il se forme au confluent de la Kwaï (Khwae Noi ou Kwai Sai Yoke) et de la Kwaï Yai (ou Kwai Si Sawasdi) à Kanchanaburi, traverse la province de Ratchaburi et se jette dans le Golfe de Thaïlande à Samut Songkhram, dans la province du même nom.
Dans les années 1960, le cours supérieur du fleuve, au-dessus de Kanchanaburi, fut renommé Khwae Yai (thaï แควใหญ่ : grand affluent), car le fameux pont de la rivière Kwai traversait la Mae Klong et non pas la Kwaï (Khwae Noi). La source de la Mae Klong se trouve dans le Parc National de Khuean Srinagarindra, dans le nord de la province de Kanchanaburi.

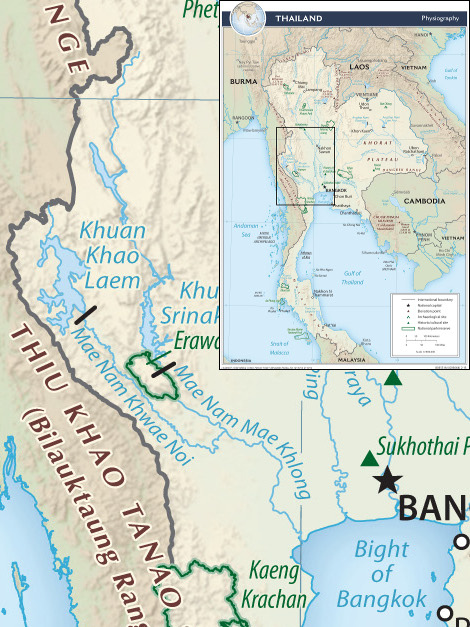
Cours du fleuve Mae Klong

## Histoire
Comme celle de la Tha Chin, la vallée de la Mae Klong fut un centre religieux et politique de la culture de Dvaravati (VI-IXe siècle).

## Du poison dans l'eau
Le Mae Klong n'est pas seulement un fleuve qui irrigue l'agriculture. Il est utile à l’économie de la région. 
À Kanchanaburi, de nombreuses usines sucrières construites près du fleuve y rejettent leurs déchets. 
Pendant 30-40 ans, la  situation fut pire que tout, des usines ont utilisé le fleuve comme une poubelle jusqu'à ce que l'eau deviennent plusieurs fois brun foncé. 
C'est cette pollution qui peu à peu a affecté les animaux aquatiques et toute la vie qui peuplaient ce fleuve a quasi disparu.
Autrefois, des riverains qui habitaient près du fleuve avaient des activités liées au fleuve comme laver ses vêtements, laver sa vaisselle, etc. 
Ils ont utilisé le fleuve sans penser avoir de problèmes. Ensuite, la puanteur des déchets était tellement forte dans des zones de Ratchaburi que des riverains se sont expatriés.
C’est pourquoi toutes les provinces riveraines font de grands efforts pour lutter contre la pollution du Mae Klong. Les usines doivent filtrer et purifier l'eau avant de le rejeter dans le fleuve.